# GOES 13
El GOES 13, conocido como GOES-N antes de entrar en funcionamiento, es un satélite meteorológico estadounidense que forma parte del sistema de Geostationary Operational Environmental Satellite de la National Oceanic and Atmospheric Administration. Se puso en marcha el 2006.  El 14 de abril de 2010, el GOES-13 se convirtió en un satélite meteorológico operativo para GOES-EAST hasta el 25 de septiembre de 2012, cuando el instrumento óptico del GOES-13 falló. El satélite fue puesto en modo de espera hasta que los ingenieros podrían determinar la causa del mal funcionamiento. El GOES 13 fue devuelto al servicio completo el 18 de octubre de 2012.

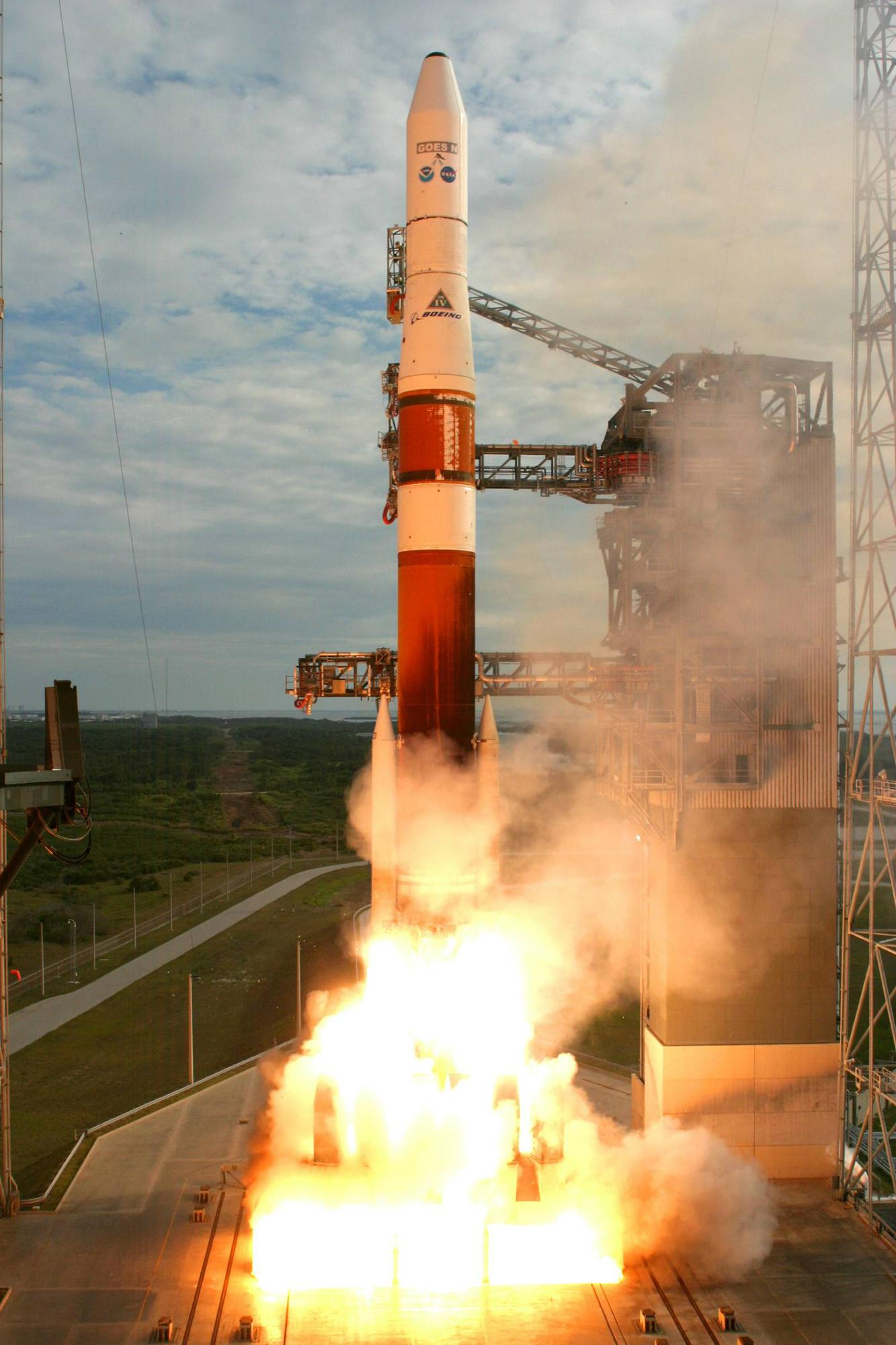
Lanzamiento del GOES 13

## Puesta en órbita
El GOES-N fue lanzado a bordo de un cohete Delta IV-M+(4,2) de Boeing, elevándose desde Space Launch Complejo 37B en Cape Canaveral Air Fuerzo Station. El lanzamiento tuvo lugar a las 22:11:00 GMT del 24 de mayo. El lanzamiento fue retrasado considerablemente debido a una serie de cuestiones. Primero, había sido programado para volar en un Delta III, pero después de tres fracasos consecutivos en sus tres primeros vuelos, se canceló el Delta III, permitiendo que los lanzamientos del GOES fueran transferidos al Delta IV. Nuevos retrasos fueron causados después del anterior lanzamiento del Delta IV, el vuelo inaugural de la configuración Pesada, que sufrió un fallo parcial. Entonces, dos intentos de lanzamiento en agosto de 2005 fueron cancelados, el segundo a los cuatro minutos y veinte segundos antes del despegue. Después de estos intentos de lanzamiento, las baterías del sistema de terminación de vuelo expiraron, requiriendo su sustitución. Una huelga de trabajadores a Boeing después provocó el reinicio del lanzamiento hasta mayo del 2006.

## Características
En el momento del lanzamiento el satélite tenía una masa de 3133 kg, y una vida útil prevista de diez años de funcionamiento, aunque transporta combustible para más tiempo. Fue construido por Boeing, basado en el bus de satélite BS-601, y fue el primero de tres satélites GOES-N en ser lanzado. Actualmente se encuentra en una órbita geostacionària a una longitud de 75° Oeste. Ha sido sirviendo activamente como GOES-East desde abril de 2010. En diciembre de 2007, fue utilizado para dar cobertura a la costa este de los Estados Unidos durante un corte de luz del GOES 12 debido a un escape del propulsor. Después de que el problema con el GOES 12 fuera arreglado, retomó las operaciones, y el GOES 13 se volvió a desactivar. También fue brevemente activado a mediados de mayo de 2009, cuando GOES 12 desarrolló otro problema de propulsor, pero, no hizo falta realizar operaciones, y fue desactivado a finales del mes. En abril de 2010, el GOES-13 sustituyó el GOES-12 como GOES-East a 75° Oeste.
En diciembre de 2006, el GOES-13 observó una llamarada solar tan intensa que dañó su Solar X-ray Imager (SXI).
El 12 de septiembre de 2012, el GOES 13 empezó a enviar imágenes con una cantidad excesiva de ruido. El ruido aumentó gradualmente hasta el punto en que se puso el satélite en modo de espera el 24 de septiembre con el fin de permitir a los ingenieros para diagnosticar el problema. El GOES 15 proveyó temporalmente imágenes de copia de seguridad, pero el GOES 14 desde entonces ha servido como un reemplazo.